# Darmonjon Roʻzmetova
Darmonjon Roʻzmetova (usbekisch-kyrillisch Дармонжон Рўзметова; russisch Дармонджон Darmondschon oder Дармонджан Рузметова Darmondschan Rusmetowa; häufig Darmonjon Rozmetova) ist eine usbekische Sommerbiathletin, die in der Disziplin Crosslauf startet.
Darmonjon Roʻzmetova startete bei den Sommerbiathlon-Europameisterschaften 2010 in Osrblie. In Sprint und Verfolgung nahm sie an den Wettbewerben der Juniorinnen teil. Mit sieben Schießfehlern wurde sie 33. In der Verfolgung wiederholte sie diese Platzierung, traf aber nur zwei der 20 Scheiben. Dennoch wurde sie für das abschließende Mixed-Staffelrennen von den Junioren in den Leistungsbereich geholt und verdrängte dabei Alina Ayupova. Mit Dilafruz Imomhusanova, Ruslan Nasirov und Anuzar Yunusov belegte sie den siebten Platz.

## Belege
1. ↑  Ergebnisse des Sprints (PDF; 43 kB).
2. ↑  Ergebnisse der Verfolgung (PDF; 46 kB).

| Personendaten    | Personendaten                                                                                                  |
| ---------------- | --- |
| NAME             | Roʻzmetova, Darmonjon                                                                                          |
| ALTERNATIVNAMEN  | Ruzmetova, Darmonjan; Rozmetova, Darmonjan; Рузметова, Дармонджан; Рузметова, Дармонджон; Рўзметова, Дармонжон |
| KURZBESCHREIBUNG | usbekische Sommerbiathletin                                                                                    |
| GEBURTSDATUM     | 20. Jahrhundert                                                                                                |